# Forte da Casa

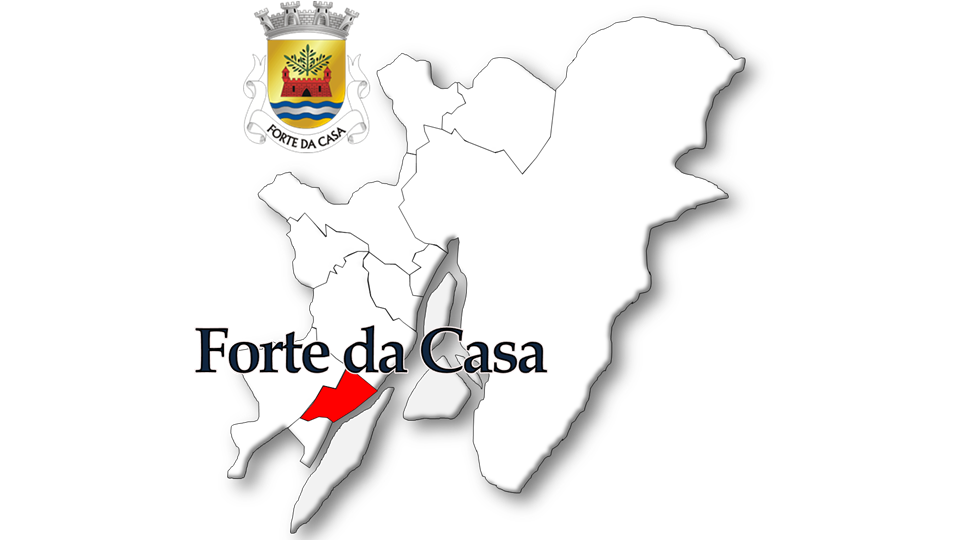
Localização da antiga freguesia do Forte da Casa no município de Vila Franca de Xira

Forte da Casa é uma vila portuguesa que foi sede da extinta Freguesia de Forte da Casa do Município de Vila Franca de Xira, freguesia que tinha 4,78 km² de área e 11 056 habitantes (2011) e, assim, uma densidade populacional de 2 313 hab./km².  
A Freguesia de Forte da Casa que havia sido criada em 12 de julho de 1985, em 2013, no âmbito da reorganização administrativa de 2012/2013, foi unida à freguesia de Póvoa de Santa Iria para formar a União das Freguesias de Póvoa de Santa Iria e Forte da Casa com sede em Póvoa de Santa Iria.
Antes, a povoação de Forte da Casa foi elevada à categoria de vila em 30 de junho de 1989.
A Freguesia de Forte da Casa fazia fronteira a norte com a freguesia de Alverca do Ribatejo, a Sul com a de Póvoa de Santa Iria, a Oeste com Vialonga e a este com o Rio Tejo. Antes da sua constituição como freguesia, era um bairro pertencente à freguesia de Vialonga, e com a criação da freguesia em 1985 deu-se início ao desenvolvimento de duas grandes vilas do Município de Vila Franca de Xira. 
Tem por orago o Sagrado Coração de Jesus. As grandes festas da vila do Forte da Casa decorrem em Junho e são em honra do padroeiro Sagrado Coração de Jesus.

## População
| População da freguesia de Forte da Casa | População da freguesia de Forte da Casa | População da freguesia de Forte da Casa | População da freguesia de Forte da Casa | População da freguesia de Forte da Casa | População da freguesia de Forte da Casa | População da freguesia de Forte da Casa | População da freguesia de Forte da Casa | População da freguesia de Forte da Casa | População da freguesia de Forte da Casa | População da freguesia de Forte da Casa | População da freguesia de Forte da Casa | População da freguesia de Forte da Casa | População da freguesia de Forte da Casa | População da freguesia de Forte da Casa |
| --------------------------------------- | --------------------------------------- | --------------------------------------- | --------------------------------------- | --------------------------------------- | --------------------------------------- | --------------------------------------- | --------------------------------------- | --------------------------------------- | --------------------------------------- | --------------------------------------- | --------------------------------------- | --------------------------------------- | --------------------------------------- | --------------------------------------- |
| 1864                                    | 1878                                    | 1890                                    | 1900                                    | 1911                                    | 1920                                    | 1930                                    | 1940                                    | 1950                                    | 1960                                    | 1970                                    | 1981                                    | 1991                                    | 2001                                    | 2011                                    |
|                                         |                                         |                                         |                                         |                                         |                                         |                                         |                                         |                                         |                                         |                                         |                                         | 10 983                                  | 10 979                                  | 11 056                                  |

Criada pela Lei n.º 120/85   , de 4 de Outubro, com lugares desanexados da freguesia de Vialonga

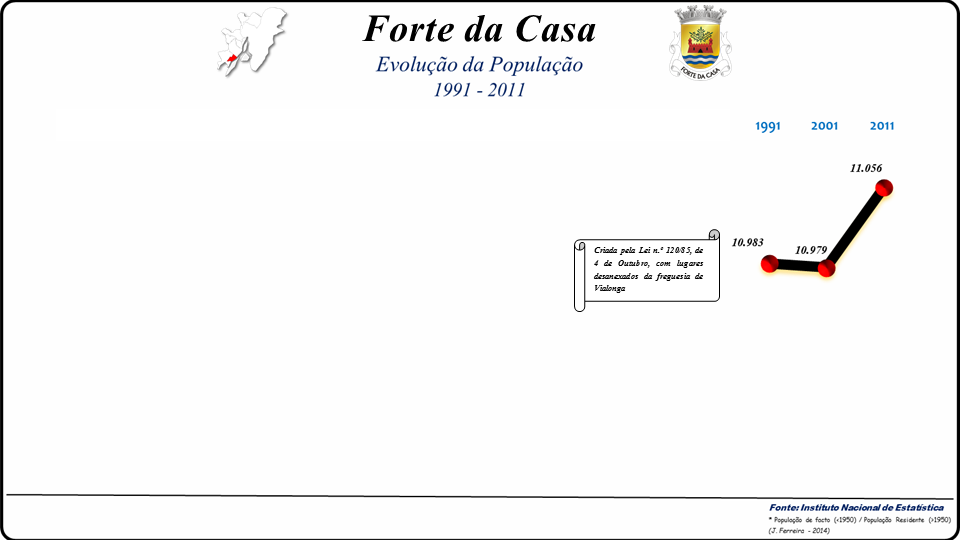
Evolução da População 1864 / 2011

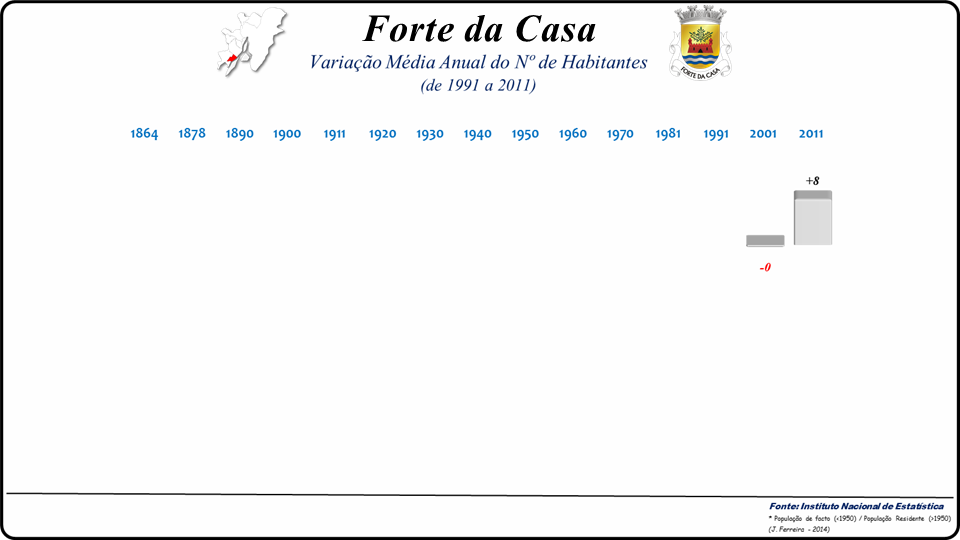
Variação da População 1864 / 2011

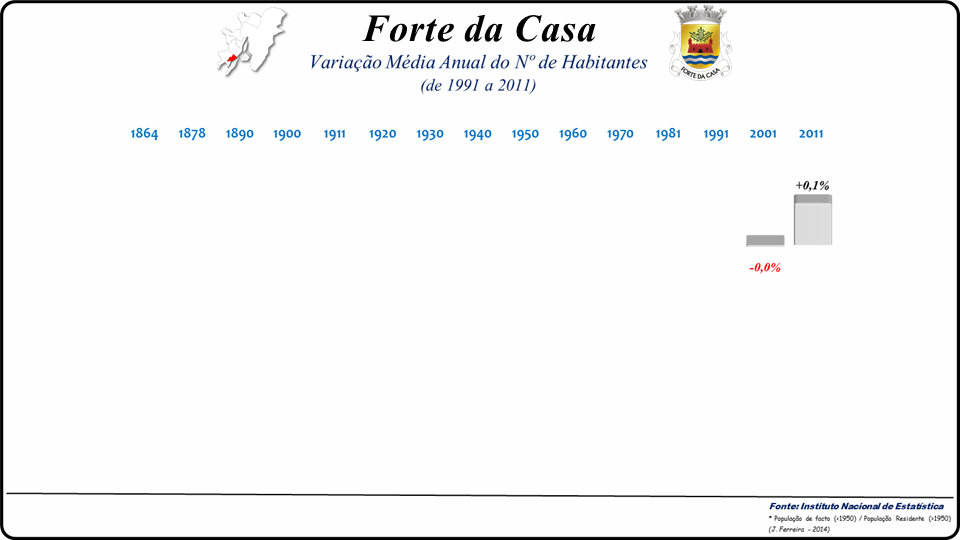
Variação da População 1864 / 2011

;
;
;

## Simbologia do brasão
Fundo de ouro – Pretende lembrar as searas de trigo que salpicavam os campos desta freguesia.
Ramo de oliveira – Referência aos olivais e à produção de azeite, que no passado recente caracterizavam a freguesia.
Pano de muralha "Vauban" – Evocação às três fortificações militares das Linhas Defensivas de Torres Vedras e também evoca o topónimo da freguesia "Forte da Casa".
Campanha de azul e prata – O rio Tejo.

## História
Foi nas imediações do Forte da Casa que se travou a Batalha de Alfarrobeira entre D. Afonso V e Pedro, Infante de Portugal em 1449.
Em 12 de Julho de 1985 foi criada a Freguesia do Forte da Casa, separada da Freguesia de Vialonga à qual pertencia e em Dezembro de 1985 foi eleito o primeiro Presidente da Junta de Freguesia, Raul Sanches (PSD) a que se seguiu em 1994, António Inácio (PS).
No Forte da Casa existem três escolas: Escola Básica Prof. Romeu Gil (1º ciclo), Escola Básica Padre José Rota (2º e 3º ciclos) e Escola Secundária de Forte da Casa.
A segurança da vila está a cargo da PSP, estando prevista a inauguração da nova esquadra da PSP das Freguesias do Forte da Casa e da Póvoa de Santa Iria para 2011.
Foram construídas as piscinas Municipais. A Inauguração do mesmo foi a 7 de novembro de 2009.
Em 4 de novembro de 2010, presidido pelo Dr. Jaime Gama, Presidente da Assembleia da República, foi inaugurado o Centro Interpretativo das Linhas de Torres, uma obra que vem dar uma nova vista ao Reduto 38 que foi restaurado.
Um surto de doença do legionário, provocada por bactérias do género Legionella,  afetou algumas zonas do concelho português de Vila Franca de Xira. Esta doença afetou desde 7 de Novembro até a 21 de Novembro de 2014 cerca de 300 pessoas. O surto estava relacionado com as torres de refrigeração das empresas Adubos de Portugal e General Electric ( GE, que mudou o nome para SUEZ II), na freguesia do Forte da Casa.[carece de fontes?]

## Património
- Dois Obeliscos ladeando a EN 12-1ª, ao km 13,895
- Ruínas dos fortes aquando das invasões